# Nue (album de Lara Fabian)
Pour les articles homonymes, voir Nue.
Albums de Lara Fabian
Lara Fabian
(1999) Live 2002
(2002)
Nue est le 5e album studio (4e en français) de Lara Fabian sorti le 28 août 2001 sur le label Polydor. Cet album inclut les singles J’y crois encore, Immortelle, Aimer déjà, Tu es mon autre et Bambina.

## Liste des titres
1. J'y crois encore
2. Aimer déjà
3. S'en aller
4. Silence
5. Parce que tu pars
6. Je suis mon cœur
7. Tango
8. Imagine
9. Tu es mon autre (en duo avec Maurane)
10. Rio
11. Bambina
12. Immortelle
13. Le roi est une femme
14. Piano nocturne (piste cachée)

## Classements
| Pays                | Meilleure position | Certification |
| ------------------- | ------------------ | ------------- |
| France              | 2                  | 2× Platine    |
| Belgique (Wallonie) | 1                  | Or            |
| Suisse              | 10                 |               |